# Norwegian Air Shuttle
Norwegian Air Shuttle AOC AS (im Außenauftritt Norwegian) ist eine norwegische Billigfluggesellschaft mit Sitz in Fornebu, Bærum und Basis auf dem Flughafen Oslo-Gardermoen.

## Geschichte

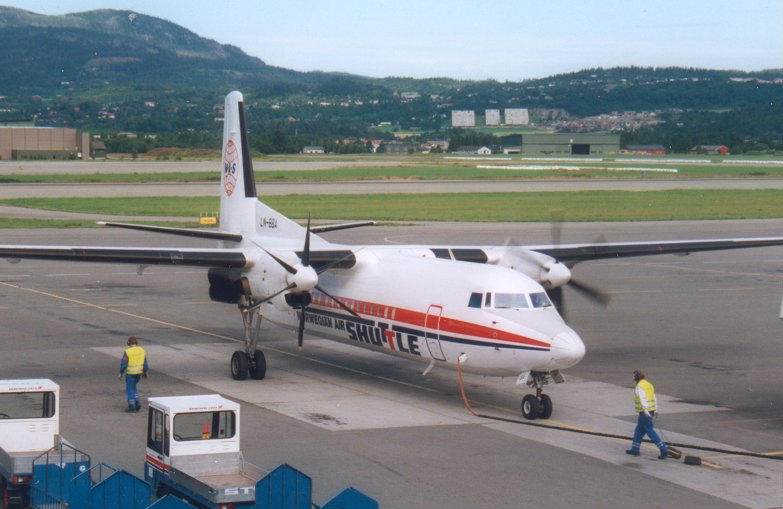
Fokker 50 der Norwegian im Jahr 1999

Ehemaliges Logo

Norwegian Air Shuttle übernahm seit ihrer Gründung am 22. Januar 1993 norwegische Regionalflüge für Braathens. Diese Dienste wurden am 31. März 2003 eingestellt. Im September 2002 startete die Gesellschaft mit einem Billigflugkonzept zwischen dem Flughafen Oslo-Gardermoen und Stavanger, Bergen, Trondheim und Tromsø mit gebraucht erworbenen Boeing 737-300. Am 5. April 2003 wurde der Liniendienst zu Zielen in Spanien und Portugal aufgenommen, ebenfalls seit April 2003 führte Norwegian eigene Regionalflüge mit Fokker 50 im Norden Norwegens durch. Im Sommer des Jahres kamen die norwegischen Flughäfen in Alta, Harstad/Narvik, Bodø und Ålesund und internationale Flughäfen in London-Stansted und Stockholm/Arlanda hinzu. Am 18. Dezember 2003 ging Norwegian Air Shuttle an die Osloer Börse.
Im April 2007 wurde die schwedische Fluggesellschaft FlyNordic von Norwegian Air Shuttle vollständig übernommen. Seit April 2008 wird diese nicht mehr als eigenständiges Unternehmen geführt, sondern führt ausschließlich Flüge im Auftrag der Muttergesellschaft unter dem neuen Namen Norwegian.se durch. 2008 wurde eine codeshare Vereinbarung mit Stirling Airlines für Flüge von Oslo und Stockholm.
Ende 2010 wurden neue Routen innerhalb Finnlands angeboten und vom Flughafen Helsinki-Vantaa aus Flüge zu elf Ferienzielen aufgenommen. Im Mai 2011 übernahm Norwegian eine Bestellung über drei Boeing 787-8 von Icelandair, mit denen ab August 2013 Langstreckenziele angeflogen werden. Anfang Januar 2012 wurde die Basis auf dem Flughafen Moss, Rygge geschlossen. Die Flüge an diesem Flughafen machten weniger als 1 Prozent der norwegischen Gesamtproduktion aus.
2011 begann das Unternehmen auf den europäischen Flügen WLAN-Empfang an Bord anzubieten und wurde somit zur ersten Fluggesellschaft, die einen solchen Service anbot. Ende des Jahres war die komplette 737-800er Flotte mit WLAN ausgestattet.
Am 25. Januar 2012 bestellte Norwegian insgesamt 108 Boeing 737 Max 8. Die ersten beiden Maschinen des Typs, die geleast sind, wurden am 29. Juni 2017 ausgeliefert und gingen an Norwegian Air International.
Im selben Jahr wurde bekannt, dass Norwegian eine Basis in Bangkok eröffnen und dort Boeing 787-8 stationieren will, um die hohen Personalkosten in Norwegen zu umgehen. Im Frühjahr 2013 wurden zwei neue Basen in Alicante und London und damit erstmals außerhalb Skandinaviens eröffnet.
Norwegian Air Shuttle hat im Mai 2013 ihren Langstreckenbetrieb gestartet. Die Langstreckenflüge werden von hundertprozentigen Tochtergesellschaften betrieben: die norwegische Norwegian Long Haul, die irische Norwegian Air International, die britische Norwegian Air UK und die argentinische Norwegian Air Argentina. Jede Fluggesellschaft mit Ausnahme von Norwegian Long Haul hat ein Air Operator Certificate (AOC), teilt aber Branding und kommerzielle Funktionen mit dem Rest des Konzerns. Sie betreiben sowohl die Langstreckenflotte als auch Flüge im Namen der Muttergesellschaft.
Nach der Öffnung des Luftverkehrmarktes in Argentinien 2016 wurde Norwegian Air Argentina gegründet, die von Basen in Buenos Aires, Córdoba und Mendoza Inlandsflüge in dem südamerikanischen Land anbieten möchte. Für Anbindung nach Europa sorgt die Verbindung zwischen Buenos Aires und London-Gatwick, die im Februar 2018 aufgenommen wurde.
Norwegian warb nach eigenen Angaben allein im Jahr 2017 140 Piloten vom Billigflug-Konkurrenten Ryanair für den Betrieb der eigenen Flotte ab.
Im Jahr 2018 ging Norwegian einen Wet-Lease-Vertrag mit Hi Fly Malta ein. Dieser beinhalte den dreiwöchigen Betrieb eines Airbus A380 im Liniendienst zwischen dem Flughafen London-Gatwick zum John F. Kennedy International Airport vom 3. bis zum 23. August 2018., Die Maschine diente als Ersatz für die Boeing 787 des Unternehmens, die wegen Triebwerksreparaturen ausgefallen waren. Norwegian war damit die erste Billigfluggesellschaft, in deren Auftrag Wet-Lease-Flüge mit einem A380 durchgeführt wurden. Die genutzte Maschine war erst kurz zuvor an Hi Fly Malta als ersten Folgekunden eines Gebraucht-A380 übergegangen. Im selben Jahr gründete Norwegian die 100%ige Tochtergesellschaft Norwegian Air Sweden in Schweden. die im November 2018 ihre Zulassung erhielt und eine erste Boeing 737 MAX 8 übernahm.
Vom 12. März 2019 bis 27. Januar 2021 untersagte die Europäische Agentur für Flugsicherheit (EASA) allen Boeing-Flugzeugen der Modelle 737-8 MAX und 737-9 MAX, Flüge innerhalb Europas durchzuführen. In dieser Zeit mussten auch die 18 Boeing 737 MAX 8 der Norwegian am Boden bleiben.
2019 war sie die erste Billigfluggesellschaft der Welt, die ihren Passagieren auf Langstreckenflügen während des gesamten Fluges kostenlosen WLAN-Zugang an Bord anbot.
Am 4. Dezember 2019 wurde Norwegian Air Argentina für einen nicht genannten Betrag an die chilenische Billigfluggesellschaft JetSmart, einer Tochtergesellschaft von Indigo Partners, verkauft, die mit sofortiger Wirkung den Betrieb der Fluggesellschaft übernimmt. Für die Monate nach dem Verkauf hatte JetSmart geplant, die Marke Norwegian auslaufen zu lassen und die Fluggesellschaft in die eigene argentinische Fluggesellschaft JetSmart Argentina zu integrieren. Die drei Boeing 737-Flugzeuge von Norwegian Air Argentina, die sich im Besitz von Norwegian Air Shuttle befinden, jedoch in Argentinien registriert waren, gehörten nicht zu den Vermögenswerten des Unternehmens, die an JetSmart verkauft wurden. Es ist geplant, dass sie wieder in den europäischen Betrieb von Norwegian Air Shuttle zurückkehren, während JetSmart an ihrer Stelle Flugzeuge der Airbus A320-Familie einsetzen wird.
Wegen der Covid-19-Pandemie wurden Mitte März 2020 85 % aller Flüge storniert. Deshalb wurden in der 2. Märzhälfte 95 % der Flotte geparkt und rund 7650 Angestellte beurlaubt. Ab April flogen lediglich 7 der 142 Flugzeuge auf staatlich-subventionierten Inlandsflügen, es arbeiteten noch 200 Angestellte bei Norwegian.
Von März bis Juni 2020 wurde der eingeschränkte Flugbetrieb mit durchschnittlich 50 Flügen pro Tag weiter geführt. Ab Juli 2020 wurden zunächst durchschnittlich 100 Flüge pro Tag mit 64 Reisezielen in Europa durchgeführt. Darunter auch Reiseziele in Schengen-Staaten außerhalb von Skandinavien.
Am 28. August 2020 bestätigte Norwegian Air den Plan, seine Langstreckenflotte von Boeing 787-Flugzeugen zu reduzieren. Geir Karlsen, Finanzvorstand von Norwegian Air, sagte: „Wir haben zu viele Langstreckenflugzeuge. Wir arbeiten daran, die Anzahl zu reduzieren.“
Am 14. Januar 2021 gab Norwegian bekannt, die Langstreckenflüge einzustellen. „Unser Kurzstreckennetzwerk ist immer das Rückgrat von Norwegian gewesen und wird die Grundlage eines künftigen widerstandsfähigen Geschäftsmodells sein“, erklärte Konzernchef Jacob Schram. Dem Plan zufolge will Norwegian diese Strecken 2021 mit rund 50 Fliegern bedienen und diese Zahl 2022 auf rund 70 steigern.
Im Juni 2021 setzte der Verwaltungsrat den CEO Jacob Schram ab. Nachfolger wurde der bisherige Finanzchef Geir Karlsen.

## Verschuldungskrise
Das Unternehmen hatte seit 2012 ca. 220 neue Flugzeuge in Auftrag gegeben, um in den Transatlantikmarkt einzusteigen. Dabei handelte es sich um den größten Deal der europäischen Luftfahrtgeschichte. Doch hatte sich das Unternehmen damit finanziell übernommen. Triebwerksprobleme bei der Boeing 787-Flotte und das Flugverbot der Boeing 737 Max 8 bremsten die Expansion aus. Im Januar 2019 wurde bekannt, dass Norwegian ihre Basen auf Gran Canaria, Newburgh, Palma, Providence und Teneriffa schließt. In Rom-Fiumicino fällt die Kurz- und Mittelstreckenbasis weg, während die Langstreckenbasis bestehen bleibt. Norwegian steht mit 2,3 Milliarden Euro in den roten Zahlen, alle ihre 90 fabrikneuen A320 Neo wurden zum Verkauf ausgeschrieben. Im September 2019 wurde die Entscheidung, die Basen Gran Canaria und Teneriffa Süd zu schließen, revidiert.
Auch im Lauf des Jahres 2019 wurden erneut Verluste eingefahren. Im Juli 2019 trat der Norwegian-Gründer, CEO und größte Aktionär Bjørn Kjos (* 1946) als Konzernchef zurück, was einen Verkauf erleichtern könnte. Im August 2019 verkaufte die Fluggesellschaft ihren 17,5-prozentigen Anteil an dem Bankunternehmen Norwegian Finans für 2,22 Milliarden norwegische Kronen (222,4 Millionen Euro) an Cidron Xingu Limited.
Im September 2019 wurde bekannt, dass Norwegian die Gläubiger gebeten hat, die im Dezember 2019 und im Februar 2020 fällige Rückzahlung von zwei Unternehmensanleihen in Höhe von insgesamt 380 Millionen US-Dollar um bis zu zwei Jahre zu verschieben. Als Sicherheit bot Norwegian wertvolle Slots am Londoner Flughafen Gatwick an. Nach einer Vereinbarung im Oktober 2019 übernimmt das chinesische Leasingunternehmen CCB Leasing 70 % der Norwegian-Flotte und reduziert die Verschuldung der Fluggesellschaft um etwa 1,5 Mrd. Euro. Ebenso finanziert der Leasingpartner 27 neue Airbus A 320neo Flugzeuge zwischen 2020 und 2023.
Im März 2020 legt die norwegische Regierung ein Rettungspaket für Norwegian auf. Am 14. April 2020 fiel der Aktienkurs um über 60 %, da das Unternehmen plant, sein Fremdkapital durch die Ausgabe neuer Aktien zu reduzieren.
Am 20. April 2020 meldeten 4 Tochterfirmen (Norwegian Pilot Services Sweden AB, Norwegian Pilot Services Denmark ApS, Norwegian Cabin Services Denmark ApS, Norwegian Air Resources Denmark LH ApS), über die die Fluggesellschaft Piloten und Kabinenpersonal in Schweden und Dänemark angestellt hatte, Konkurs an. Aufgrund der außergewöhnlichen Situation (höhere Gewalt) hat Norwegian außerdem die Firma OSM Aviation darüber informiert, dass es die Vereinbarungen zur Bereitstellung von Besatzungsmitgliedern mit mehreren seiner gemeinsamen OSM Aviation-Tochtergesellschaften gekündigt hat. Diese Unternehmen haben Besatzungsmitglieder in Spanien, Großbritannien, Finnland, Schweden und den USA. Die genannten Aktionen wirken sich auf 1571 Piloten und 3134 Kabinenpersonal aus. Rund 700 Piloten und 1300 Flugbegleiter in Norwegen, Frankreich und Italien sind nicht betroffen.
Am 4. Mai 2020 stimmten die Aktionäre auf einer außerordentlichen Hauptversammlung dem Rettungsplan zu. Zuvor hatten sich Fremdkapitalgeber und Leasingfirmen mit der Umwandlung von Teilen der Schulden in Norwegian-Aktien einverstanden erklärt. Zusammen mit einer Kapitalerhöhung waren die Voraussetzungen erfüllt um die 2. und 3. Charge der staatlich abgesicherten Kredite zu erhalten.
Im Halbjahresbericht 2020 vom 27. August gab Norwegian bekannt, dass langfristig erhebliche Unsicherheit über die Auswirkungen der COVID-19-Pandemie besteht. Das Unternehmen geht derzeit davon aus, dass es bis zum 1. Quartal 2021 zusätzliches Betriebskapital, zur Erfüllung seiner Verpflichtungen in den bevorstehenden 12 Monaten, benötigt. Obwohl das Unternehmen glaubt, dass es Aussicht gibt, potenzielle Ausfälle zu beheben und notwendiges Betriebskapital zu erhalten, besteht ein erhebliches Risiko, dass das Unternehmen zahlungsunfähig wird und in die Insolvenz eintritt, wenn es unter anderem nicht in der Lage ist, eine Vereinbarung mit seinen Gläubigern zu erzielen, Zugang zu Betriebskapital zu erhalten und die normale Betriebsaktivität wiederzuerlangen.
Am 9. November 2020 gab die norwegische Regierung in Oslo bekannt, sie werde keine weitere Finanzhilfe über die erste Kreditgarantie für umgerechnet 280 Millionen Euro hinaus mehr leisten. “Das ist eine harte Botschaft, aber die Finanzstruktur von Norwegian sei zu riskant, weitere Hilfe wäre kein verantwortungsvoller Umgang mit öffentlichen Mitteln” erklärte die Industrieministerin Iselin Nyboe. Die Fluggesellschaft hatte sich um weitere Unterstützung des Staates bemüht, weil der Airline nach früherer Aussage sonst Anfang 2021 das Geld ausgehen würde. Als Reaktion auf die Bekanntgabe der Regierung teilte Norwegian am Abend mit, weitere 1600 Angestellte beurlauben zu müssen. Zugleich werden 15 der zuletzt noch unterwegs gewesenen 21 Norwegian-Flieger nunmehr am Boden belassen. Vor der Corona-Krise habe Norwegian mehr als 10 000 Mitarbeiter gehabt, in den nächsten Monaten arbeiteten nur noch knapp 600, erklärte Schram. Das Ziel sei nun, sechs Flieger auf Inlandsrouten in Norwegen im Betrieb zu behalten. Das Unternehmen arbeite an Lösungen, wie man durch die Krise kommen und als Konzern überleben könne.
Am 18. November 2020 beantragte die Tochtergesellschaft Norwegian Air International in Irland Gläubigerschutz, die Geschäfte können derzeit unter Aufsicht weitergeführt werden. Am 8. Dezember 2020 folgte der Insolvenzantrag in Norwegen.
Am 18. Dezember 2020 wurde bekannt, dass Norwegian Gläubigerschutz für drei seiner Tochterfirmen in Spanien beantragt hat: Norwegian Air Resources Spain, Red Handling Spain und Red Maintenance Spain. Es handelt sich um ähnliche Verfahren wie sie bereits in Irland und Norwegen geführt werden. Die Firma sagt, es handele sich um ein gewöhnliches Verfahren mit dem die Firmen bis zu 6 Monate Zeit bekommen um erneut mit den Gläubigern über ihre Schulden zu verhandeln. Norwegian Air Resources Spain ist die Firma, bei der Piloten und Kabinenpersonal mit Sitz in Spanien beschäftigt sind. Red Maintenance Spain leistet Wartungsdienste und Red Handling Spain macht das Handling an einigen Flughäfen, wo die Firma operiert. Eine vierte Tochterfirma in Spanien Norwegian Air Resources Shared Service Center welche Verwaltungspersonal am Firmensitz in Barcelona beschäftigt ist nicht von dem Verfahren betroffen.
Nach Vorlage des neuen Sanierungsplans stellte die norwegische Regierung am 21. Januar 2021 weitere Finanzhilfe in Aussicht. „Der Plan scheint robuster zu sein als der, zu dem wir im Oktober Nein gesagt haben. Deshalb sehen wir einen Beitrag nun positiv“, hieß es in einer Pressemitteilung der Wirtschaftsministerin Iselin Nybø.
Am 26. März 2021 hat das irische Gericht den Restrukturierungsplan der in wirtschaftliche Schieflage geratenen norwegischen Airline gebilligt.
Am 12. April 2021 gab auch das norwegische Gericht grünes Licht zum Umstrukturierungsprozess.
Am 3. Mai 2021 gab Norwegian bekannt, 1191 Arbeitsplätze in Spanien zu streichen und 3 der 5 spanischen Basen aufzugeben.
Am 26. Mai 2021 gab Jacob Schram bekannt, dass Norwegian die Insolvenzverfahren in Irland und Norwegen noch am selben Tag verlassen wird. Die Kapitalbeschaffung zur Rettung des Unternehmens sei beendet und dank der neuen Mittel hat die Fluglinie die Umstrukturierungsvorgaben der zuständigen irischen und norwegischen Gerichte erfüllt.

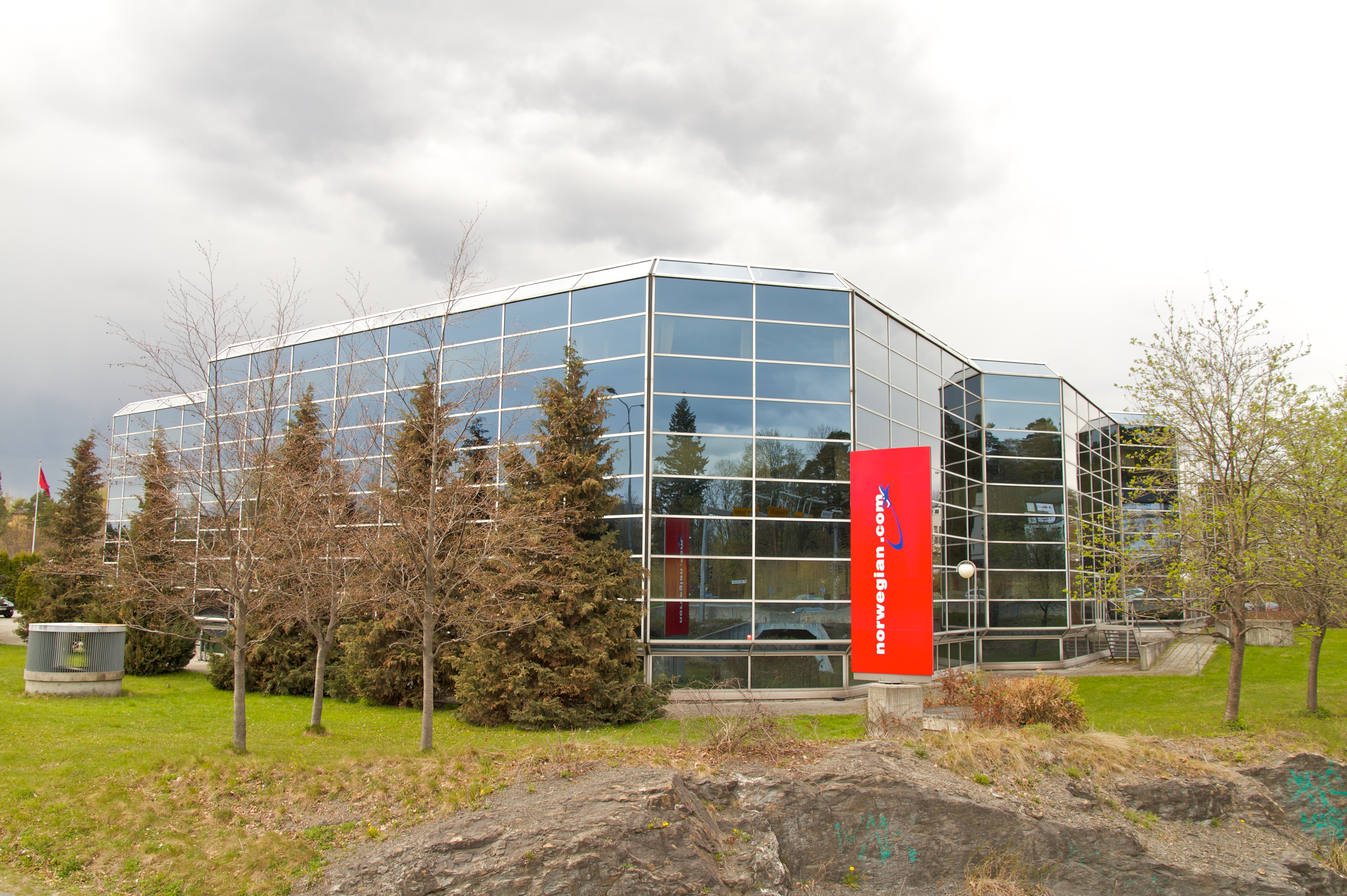
Sitz der Norwegian Air Shuttle

## Flugziele
Norwegian bedient von ihren Basen aus mehrere Verbindungen innerhalb Skandinaviens und fliegt darüber hinaus auch zahlreiche Metropolen und Urlaubsziele in ganz Europa an. Des Weiteren werden Ziele in Nordafrika bedient.
Im deutschsprachigen Raum werden mit Stand August 2024 Basel, Berlin-Brandenburg, Düsseldorf, Hamburg, München, Salzburg und Wien angeflogen.

## Flotte

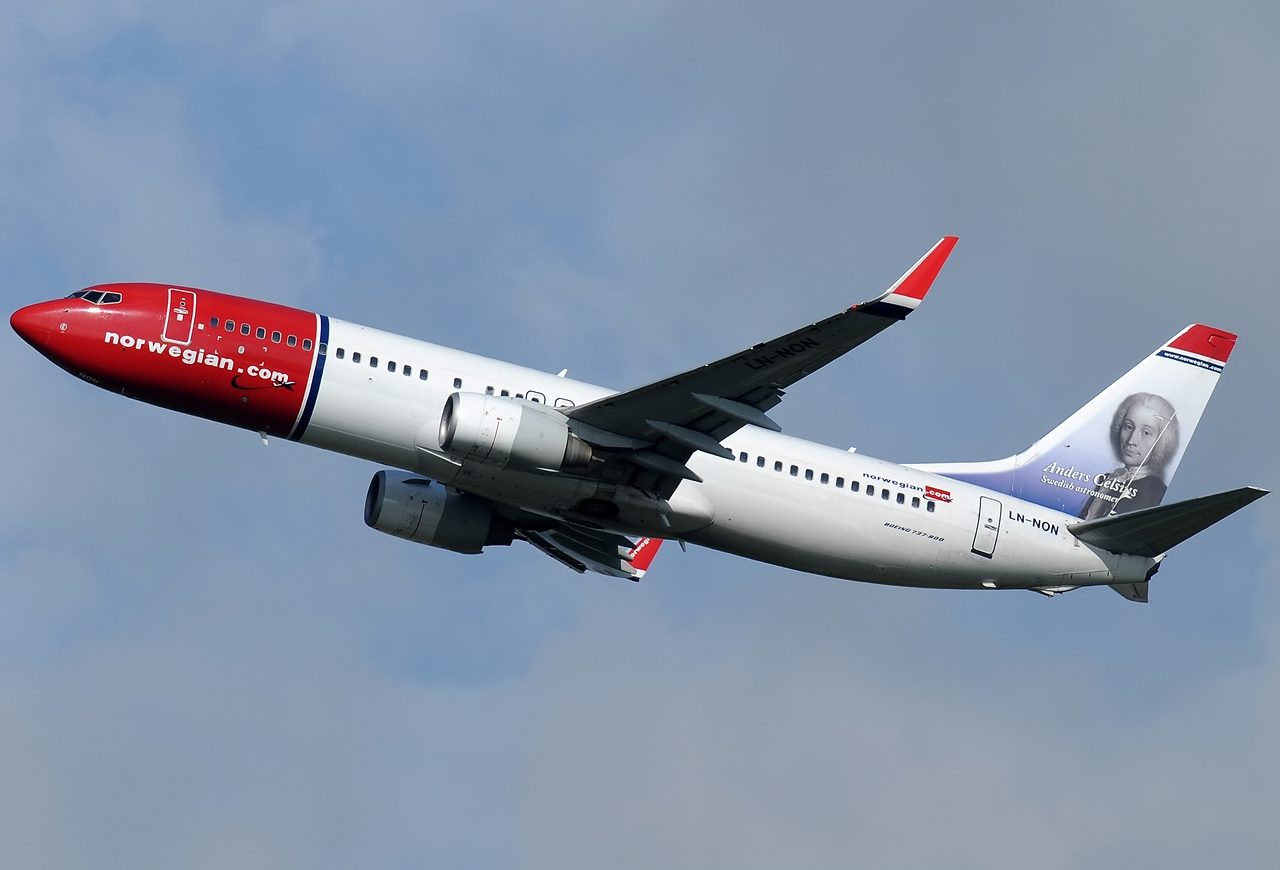
Boeing 737-800 der Norwegian

### Aktuelle Flotte
Mit Stand April 2025 besteht die Flotte der Norwegian Air Shuttle aus 43 Flugzeugen mit einem Durchschnittsalter von 10,4 Jahren:
| Flugzeugtyp      | Anzahl | bestellt | Anmerkungen                             | Sitzplätze (Eco) | Durchschnittsalter |
| ---------------- | ------ | -------- | --------------------------------------- | ---------------- | ------------------ |
| Boeing 737-800   | 37     |          | mit Winglets ausgestattet; eine inaktiv | 186 189          | 11,6 Jahre         |
| Boeing 737 MAX 8 | 06     |          |                                         | 189              | 03,0 Jahre         |
| Gesamt           | 43     | -        |                                         |                  | 10,4 Jahre         |

### Aktuelle Sonderbemalungen
| Flugzeugtyp    | Luftfahrzeugkennzeichen | Bemalung | Zeitraum       | Bild |
| -------------- | ----------------------- | -------- | -------------- | ---- |
| Boeing 737-800 | LN-NGE                  | „UNICEF“ | seit März 2022 |      |

### Ehemalige Sonderbemalungen
| Flugzeugtyp    | Luftfahrzeugkennzeichen | Bemalung                     | Zeitraum                  | Bild |
| -------------- | ----------------------- | ---------------------------- | ------------------------- | ---- |
| Boeing 737-800 | LN-DYU                  | „Wireless internet on board“ | August 2011 bis März 2025 |      |

Des Weiteren trägt ein Großteil der Boeing 737-800 der Norwegian auf dem Seitenleitwerk Porträts berühmter skandinavischer und internationaler Persönlichkeiten.

### Ehemalige Flugzeugtypen

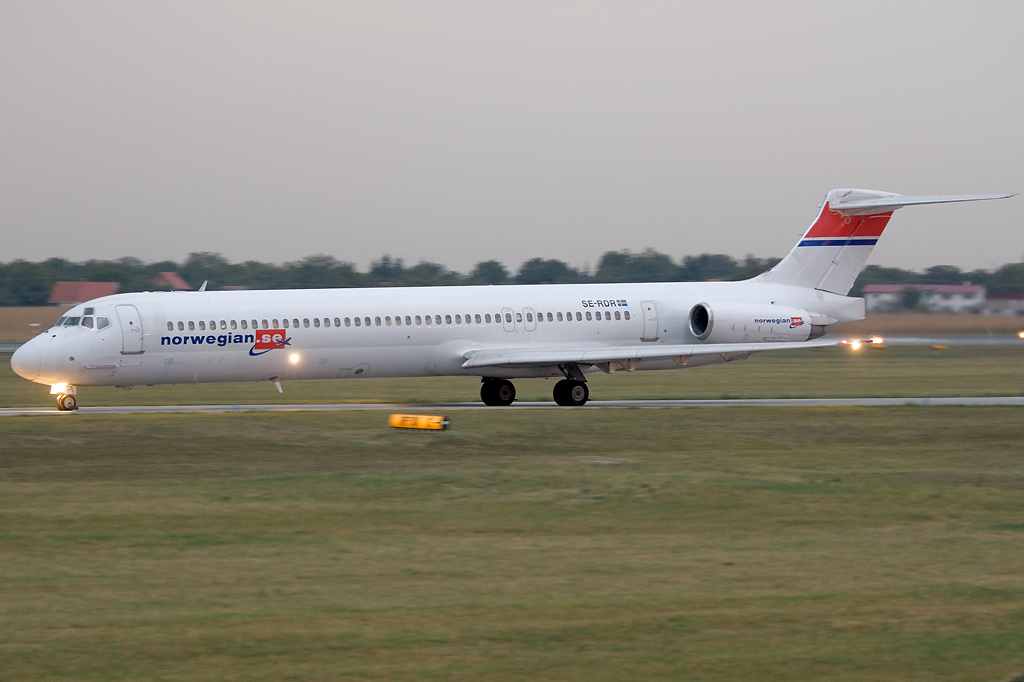
McDonnell Douglas MD-82 der Norwegian im Jahr 2009

In der Vergangenheit setzte Norwegian Air Shuttle unter anderem folgende Flugzeugtypen ein:
- Airbus A340-300
- Boeing 737-300/500
- Boeing 737 Max 8
- Boeing 787
- Fokker 50
- McDonnell Douglas MD-82/83

## Tochtergesellschaften
Norwegian Air Shuttle besitzt derzeit drei Tochtergesellschaften, die ebenso wie die Muttergesellschaft allesamt Flüge unter dem Markenauftritt Norwegian durchführen.
| Flagge                             | Airline                            | Gründung                           | Flottengröße |
| ---------------------------------- | ---------------------------------- | ---------------------------------- | ------------ |
| Norwegen                           | Norwegian Air Norway               | 2013                               | 0            |
| Norwegen                           | Norwegian Air Shuttle AOC          | 2020                               | 45           |
| Schweden                           | Norwegian Air Sweden AOC           | 2020                               | 40           |
| Flottengröße Tochtergesellschaften | Flottengröße Tochtergesellschaften | Flottengröße Tochtergesellschaften | 85           |

### Ehemalige Tochtergesellschaften
| Flagge                 | Airline                     | Gründung | Betrieb eingestellt | Anmerkungen und Aufgabenspektrum                                                                          |
| ---------------------- | --------------------------- | -------- | ------------------- | --- |
| Norwegen               | Norwegian Long Haul         | 2012     | 2021                | war reine 787-Flotte für Langstreckenflüge                                                                |
| Argentinien            | Norwegian Air Argentina     | 2017     | 2021                | 2019 verkauft an die chilenische Billigfluggesellschaft JetSmart                                          |
| Irland                 | Norwegian Air International | 2014     | 2021                | Innereuropäische Flüge sowie Transatlantikdienste unter Nutzung des Open-Skies-Abkommens                  |
| Schweden               | FlyNordic                   | 2001     | 2008                | wurde 2007 von Norwegian Air Shuttle vollständig übernommen und 2008 in die Muttergesellschaft integriert |
| Schweden               | Norwegian Air Sweden        | 2018     | 2021                | Innereuropäische Flüge                                                                                    |
| Vereinigtes Königreich | Norwegian Air UK            | 2015     | 2021                | Transatlantikdienste von und nach London-Gatwick                                                          |

## Norwegian Reward
Norwegian Reward ist das Vielfliegerprogramm von Norwegian Air Shuttle. Das Programm wurde 2007 gestartet und hat über 10 Millionen Mitglieder (Stand 2019). Wenn Mitglieder Reisen bei Norwegian buchen oder Dienstleistungen von Norwegian Rewards-Partnern nutzen, werden CashPoints (Bonuspunkte) gesammelt. Ein CashPoint entspricht rechnerisch einer norwegischen Krone. Punkte können zum Bezahlen von Tickets, Sitzplatzreservierungen oder Gepäck verwendet werden.

An das Leistungsprogramm ist die Bank Norwegian gebunden. Mit deren Kreditkarte erhalten norwegische Kartenkunden bei Einkäufen CashPoints – wie auch beim Erwerb von Lebensmitteln, Versicherungen und in Mobilfunkgeschäften. In den Jahren 2017, 2018, 2019 und 2020 gewann Norwegian Reward die Auszeichnung Freddie Award für das „Beste Treueprogramm (Airlines in Europa / Afrika)“.
Am 2. Februar 2021 wurde bekannt, dass Norwegian das Vielfliegerprogramm zeitweilig pausiert. Am 21. Oktober gab die Firma bekannt, dass ab 1. November alle temporären Einschränkungen des Programms aufgehoben werden.

## Passagierzahlen 2003–2021
| 2003 (Nur Dezember) | 2004    | 2005      | 2006      | 2007      | 2008      | 2009       | 2010       | 2011       |
| ------------------- | ------- | --------- | --------- | --------- | --------- | ---------- | ---------- | ---------- |
| 74 960              | 485 576 | 1 389 301 | 2 403 770 | 3 246 570 | 1 615 205 | 10 754 104 | 13 029 155 | 15 698 183 |

| 2012       | 2013       | 2014       | 2015       | 2016       | 2017       | 2018       | 2019       | 2020      | 2021      |
| ---------- | ---------- | ---------- | ---------- | ---------- | ---------- | ---------- | ---------- | --------- | --------- |
| 17 685 074 | 20 711 630 | 23 976 731 | 25 753 014 | 29 301 397 | 33 149 555 | 37 344 134 | 36 279 912 | 6 873 591 | 6 193 117 |

* Anmerkung zum Jahr 2020: Die Passagierzahlen fielen so stark aufgrund der Flugbeschränkungen wegen der COVID-19-Pandemie.

## Auszeichnungen
| Best Low-Cost Airline in Northern Europe | 2013 | 2014 | 2015 | 2016 | 2017 | 2018 |      |
| World’s Best Long Haul Low-Cost Airlines |      |      | 2015 | 2016 | 2017 | 2018 | 2019 |

| Europe’s Leading Low-Cost Airline | 2015 | 2016 | 2017 | 2018 | 2019 | 2020 |

| Best Low-Cost Carrier in Europe | 2014 | 2015 | 2018 |

|                           | 2016 | 2017 | 2018 | 2019 | 2020 |
| Program of the Year       |      | •    | •    | •    | •    |
| Best Promotion            |      |      | •    |      | •    |
| Best Customer Service     |      |      |      |      | •    |
| 210 Award                 | •    |      |      |      |      |
| Best Affinity Credit Card |      | •    |      | •    | •    |

Quelle:

## Anzahl Flugzeuge 2002–2020
(Eigentum und geleast) jeweils zum 31. Dezember.
|           | 2002 | 2003 | 2004 | 2005 | 2006 | 2007 | 2008 | 2009 | 2010 | 2011 | 2012 | 2013 | 2014 | 2015 | 2016 | 2017 | 2018 | 2019 | 2020 |
| --------- | ---- | ---- | ---- | ---- | ---- | ---- | ---- | ---- | ---- | ---- | ---- | ---- | ---- | ---- | ---- | ---- | ---- | ---- | ---- |
| 737-300   | 6    | 8    | 11   | 13   | 22   | 24   | 28   | 28   | 27   | 16   | 10   | 10   | 5    |      |      |      |      |      |      |
| MD 80     |      |      |      |      |      | 8    | 5    |      |      |      |      |      |      |      |      |      |      |      |      |
| 737-800   |      |      |      |      |      |      | 7    | 18   | 30   | 46   | 58   | 72   | 83   | 91   | 104  | 117  | 114  | 101  | 81   |
| 787-8/9   |      |      |      |      |      |      |      |      |      |      |      | 3    | 7    | 8    | 12   | 21   | 32   | 37   | 32   |
| 737 MAX 8 |      |      |      |      |      |      |      |      |      |      |      |      |      |      |      | 6    | 18   | 18   | 18   |
| Gesamt    | 6    | 8    | 11   | 13   | 22   | 32   | 40   | 46   | 57   | 62   | 68   | 85   | 95   | 99   | 116  | 144  | 164  | 156  | 131  |